# Bugedo
Bugedo település Spanyolországban, Burgos tartományban. Bugedo Miranda de Ebro, Cellorigo, Foncea, Ameyugo és Santa Gadea del Cid községekkel határos. Lakosainak száma 189 fő (2024).

## Népesség
A település népessége az utóbbi években az alábbiak szerint változott:
| Lakosok száma | 110  | 150  | 152  | 177  | 189  | 181  | 179  | 186  | 196  | 189  |
|               | 2001 | 2004 | 2006 | 2009 | 2011 | 2014 | 2016 | 2019 | 2021 | 2024 |